# Erigone antarctica
Erigone antarctica Simon, 1884 è un ragno appartenente alla famiglia Linyphiidae.

## Distribuzione
La specie è stata rinvenuta in Cile

## Tassonomia
Non sono stati esaminati esemplari di questa specie dal 1887
Attualmente, a maggio 2014, non sono note sottospecie